# زندگی با چشمان بسته
زندگی با چشمان بسته فیلمی به کارگردانی رسول صدرعاملی و تهیه‌کنندگی محمدرضا تخت‌کشیان محصول سال ۱۳۸۷ است. این فیلم همچنین با نام یک خاطره بگو حواسمو پرت کن نیز شناخته می‌شود.

## خلاصه فیلم
پرستو دختر جوانی از خانواده‌ای متوسط است. علی برادر پرستو سالیانی است دور از خانه به سر می‌برد و انتظار برای بازگشت وی و دوستی به نام پریسا که سنخیت چندانی با علی ندارد و بیتا زنی که چند سالی از پرستو بزرگتر است… در غیاب برادر به دلیل نبود انسجام خانوادگی افراد محل در مورد رفتار پرستو دچار سوءتفاهم شده‌اند و وی بدنام شده‌است. امید دوست علی که عاشق پرستو است به علی می‌گوید در مورد خواهرش اشتباه می‌کند و پرستو بی گناه است اما …

## جشنواره‌ها
فیلم زندگی با چشمان بسته در بیست و هشتمین دوره جشنواره فیلم فجر (۱۳۸۸) حضور داشته‌است.